# Desa Srabi Barat
Desa Srabi Barat är en administrativ by i Indonesien.   Den ligger i provinsen Jawa Timur, i den västra delen av landet, 700 km öster om huvudstaden Jakarta. Desa Srabi Barat ligger på ön Madura.